# Памятник героическому труду «Кировчане — фронту»

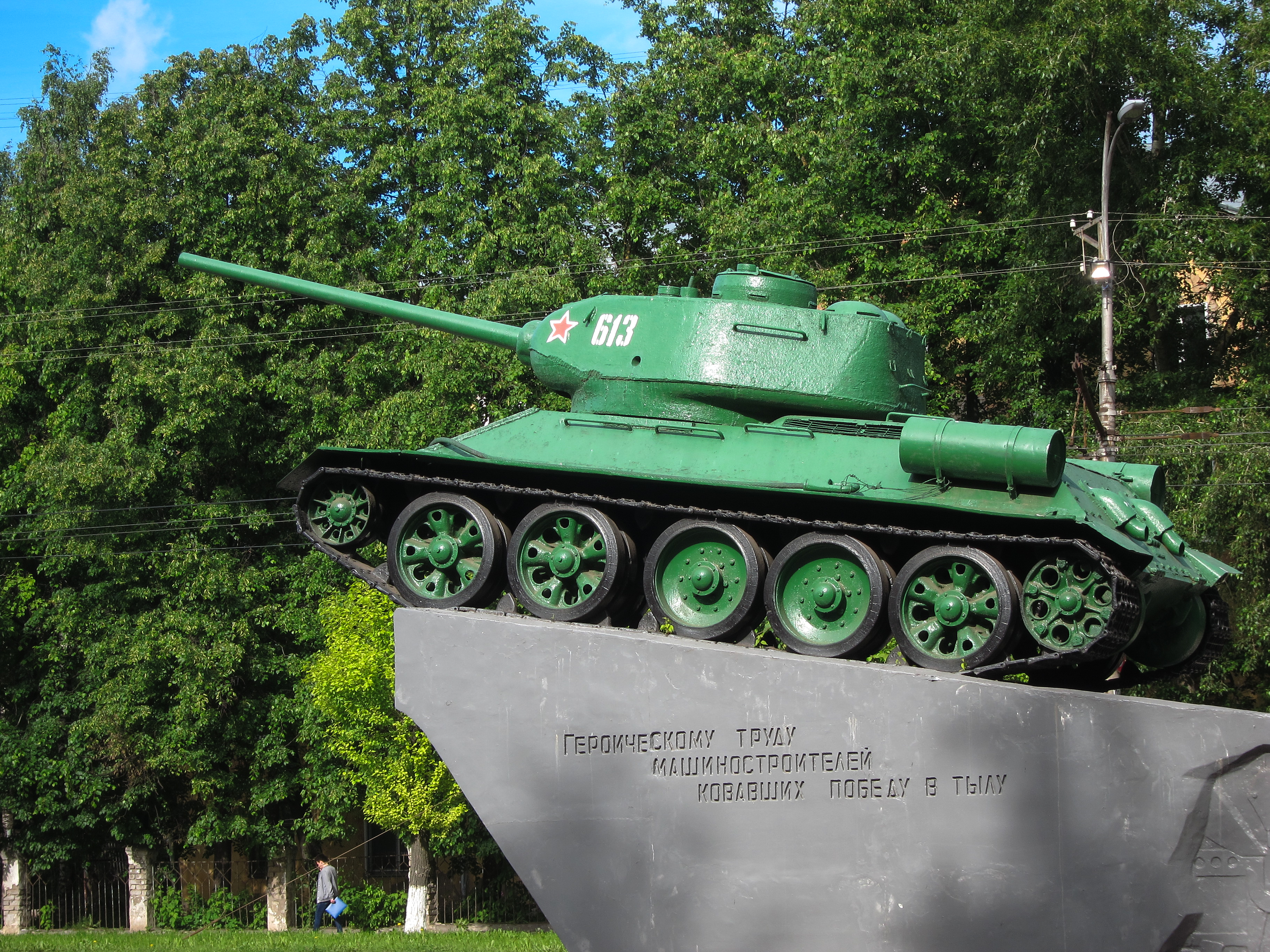

Памятник героическому труду «Кировчане-фронту» — памятник героическому труду жителей города Кирова в годы Великой Отечественной войны. Установлен в 1967 году к 50-летию Революции, на главной магистрали города — Октябрьском проспекте. Памятник искусства регионального значения.

## Описание
Памятник представляет собой танк Т-34 установленный на постаменте-горке, на котором выбиты надписи:

На лицевой части бетонного постамента надпись: «Кировчане — фронту» На правой стороне — рельефное изображение тружеников тыла — мальчика, старика, мужчины и женщины и текст: «Героическому труду машиностроителей, ковавших победу в тылу». На левой стороне помещена рельефная композиция советских воинов и текст: «Не померкнет в веках бессмертный подвиг народа-победителя».— справочник «Памятники истории и культуры города Кирова». — Горький, 1986
Согласно ряду источников, танк Т-34-85 на постаменте — это «Т-34 под № 603, дошедший до стен Берлина», однако, на башне указан номер «613», и есть другая версия: танк новый, привезён с Урала, где находился в резерве одной из воинских частей, и не использовался в военных действиях.
Танков модели Т-34 в Кирове не выпускали, однако, с 1942 по 1944 годы здесь было выпущено 4176 танков Т-60, Т-70 и самоходок СУ-76, а также 2 тысячи «Катюш». Также на средства трудящихся области были построены и переданы на фронт танковые колонны «Кировский комсомолец» и «Кировский колхозник», бронепоезд «С. М. Киров». Город был кузницей оружия и боеприпасов, было произведено 3 млн снарядов, 5 млн мин и авиабомб, 33 млн гранат, 200 кораблей, 2 тысячи аэросаней, 2 млн минометов, 5 млн автоматов, авиационное и другое оборудование.
Место установки памятника на Октябрьском проспекте символично — рядом на площадях завода «1 Мая» располагался танковый завод № 38, и именно модель Т-34 не случайна — в городе в 1920-е годы в доме по ул. Спасской в 1920-е годы жил будущий главный конструктор танка Т-34 М. И. Кошкин:

К проспекту примыкает территория Кировского машиностроительного завода имени 1 Мая, где в годы Великой Отечественной войны выпускались танки. И «тридцатьчетверка» в заводском районе — это благодарная дань славному трудовому подвигу кировчан. 
В сражениях против немецко-фашистских захватчиков танкисты-кировчане проявили мужество и отвагу. Многие из них были отмечены боевыми наградами, а двадцать удостоены звания Героя Советского Союза. И танк на проспекте — олицетворение их ратных подвигов.

Но мало кто знает, что танк-памятник имеет еще и третье символическое значение. Это — и, может быть, даже прежде всего — памятник создателю грозной боевой машины главному конструктору М. И. Кошкину.— Ардашев М. А. - Главный конструктор: (О памятнике-танке Т-34 и его создателе м. и. Кошкине).